# Malagina
Malagina (em grego: Μαλάγινα), e posteriormente Melangeia (em grego: Μελάγγεια), foi um distrito bizantino no vale do rio Sangário no norte da Bitínia, que serviu como um acampamento e área de preparação fortificada (aplekton) para exército bizantino. Malagina foi o aplekton mais próxima da capital imperial de Constantinopla e, como tal, de grande importância durante as expedições imperiais para o Oriente: foi aqui que os poderosos exércitos dos temas Anatólico, Opsiciano e Tracesiano juntaram-se ao imperador.
A região foi também o sítio das principais fazendas imperiais de cavalos (mitata) na Ásia Menor. Ela é mencionada pela primeira vez em fontes históricas em 798, quando a imperatriz Irene reuniu um exército lá. O sítio foi atacado pelos árabes em 798, 860 e em cerca de 875. Em 803 quando o general Vardanes, o Turco revoltou-se ele retirou-se para Malagina, uma vez que não logrou bons resultados em Crisópolis. No século XII, o imperador Manuel I Comneno restaurou as fortificações da fortaleza principal do distrito, e usou-a como base para suas campanhas contra o Sultanato de Rum dos seljúcidas. Sob os Ângelos, tornou-se uma província separada, liderada por um governador intitulado duque e estratopedarca. Ao mesmo tempo é atestada como sendo um arcebispado, antes de ser elevado a metrópole sob os Láscaris.